# Triyaningsih
Triyaningsih (* 15. Mai 1987 in Semarang) ist eine indonesische Langstreckenläuferin.

## Sportliche Laufbahn
Erste internationale Erfahrungen sammelte Triyaningsih im Jahr 2003, als sie bei den Südostasienspielen in Hanoi in 16:21,10 min den vierten Platz im 5000-Meter-Lauf belegte. Im Jahr darauf erreichte sie bei den Juniorenasienmeisterschaften in Ipoh in 9:40,08 min ebenfalls Rang vier über 3000 Meter und 2007 siegte sie bei den Südostasienspielen in Nakhon Ratchasima in 15:54,32 min über 5000 Meter sowie in 34:07,35 min auch im 10.000-Meter-Lauf. 2009 verteidigte sie dann bei den Südostasienspielen in Vientiane in 15:56,79 min und 32:49,47 min ihre Titel und stellte mit ihrer Zeit über 10.000 Meter einen neuen Landesrekord auf. 2010 siegte sie in 2:47:35 h beim Hong Kong Standard Chartered Marathon und nahm anschließend erstmals an den Asienspielen in Guangzhou teil, bei denen sie in 33:07,45 min den neunten Platz über 10.000 Meter belegte, während sie im Marathon in 2:31:49 h auf Rang vier einlief.
Bei den Leichtathletik-Asienmeisterschaften 2011 in Kōbe erreichte sie in 16:05,18 min den sechsten Platz über 5000 Meter und anschließend wurde sie bei der Sommer-Universiade in Shenzhen in 34:04,92 min Vierte über 10.000 Meter und klassierte sich über die kürzere Distanz in 16:26,06 min auf Rang zehn. Im November gewann sie bei den Südostasienspielen in Palembang in 16:06,37 min und 34:52:74 min erneut die Goldmedaillen über 5000 und 10.000 Meter. 2012 qualifizierte sie sich im Marathonlauf für die Teilnahme an den Olympischen Spielen in London, bei denen sie nach 2:41:15 h auf Rang 82 einlief. Im Jahr darauf siegte sie bei den Südostasienspielen in Naypyidaw in 34:32,8 min ein weiteres Mal im 10.000-Meter-Lauf, musste sich über 5000 Meter aber in 16:24,36 min der Myanmarerin Phyu War Thet geschlagen geben.
Nachdem sie 2014 keine Wettkämpfe bestritten hatte, gewann sie bei den Südostasienspielen in Singapur in 16:18,06 min und 33:44,53 min erneut die Goldmedaillen über 5000 und 10.000 Meter. 2017 wurde sie bei den Islamic Solidarity Games in Baku in 17:57,52 min Achte über 5000 Meter und siegte anschließend über 10.000 Meter in 36:39,37 min bei den Südostasienspielen in Kuala Lumpur und gewann über 5000 Meter in 17:36,98 min die Bronzemedaille hinter den Vietnamesinnen Nguyễn Thị Oanh und Phạm Thị Huệ. 2019 wurde sie dann bei den Südostasienspielen in Capas in 37:54,18 min Vierte über 10.000 Meter.
2005, 2007 und 2013 wurde Triyaningsih indonesische Meisterin im 5000-Meter-Lauf sowie 2013 und 2019 über 10.000 Meter.

## Persönliche Bestleistungen
- 5000 Meter: 15:54,32 min, 8. Dezember 2007 in Nakhon Ratchasima
- 10.000 Meter: 32:49,47 min, 17. Dezember 2009 in Vientiane
- Halbmarathon: 1:14:15 h, 5. Juli 2009 in Gold Coast
- Marathon: 2:31:49 h, 27. November 2010 in Guangzhou